# Frank van Kouwen
Frank van Kouwen (Weert, 2 juli 1980) is een Nederlands voormalig betaald voetballer die sinds 2015 werkzaam is als voetbaltrainer.

## Spelersloopbaan
Van Kouwen begon met voetballen bij Megacles uit Weert, vanwaar hij opgenomen werd in de jeugdopleiding van Willem II. Daar debuteerde hij op 18-jarige leeftijd in het seizoen 1998/99 in de hoofdmacht, als invaller voor Delano Hill tijdens een thuiswedstrijd tegen Vitesse (3-5) op 4 december 1998. Van Kouwen kwam er zelden aan spelen toe en werd in het seizoen 2003/04 verhuurd aan FC Eindhoven. Daar speelde de verdediger, die ook inzetbaar was als verdedigende middenvelder, zich in de kijker bij VVV-Venlo dat hem één seizoen later voor het eerst overnam. In 2007 werd hij aangetrokken door Roda JC, waarmee hij terugkeerde in de eredivisie, maar opnieuw nauwelijks ingezet werd. Van Kouwen keerde in 2008 daarom terug bij VVV-Venlo waar hij tevens ook tot aanvoerder werd benoemd. Na één seizoen promoveerde hij met VVV naar de eredivisie, waarin hij dit keer een jaar als basisspeler meemaakte.
In december 2010 werd bij Frank van Kouwen een kwaadaardige darmpoliep ontdekt, waarvoor hij onder andere chemotherapie onderging. VVV besloot in maart 2011 het aflopende contract van Van Kouwen niet te verlengen.
Op 8 november 2011 maakte hij zijn rentree op het voetbalveld namens FC Eindhoven tijdens een oefenwedstrijd tegen RKSV Nuenen. Van Kouwen werd, volgens afspraak, net voor rust gewisseld voor Josemar Makiavala.
Op 17 juni 2012 ging tijdens het CampusDoc Filmfestival in Utrecht de documentaire Wedstrijd van zijn leven in première. Hierin vertelt Van Kouwen over zijn ziekteperiode, het conflict met VVV-Venlo en zijn comeback op de Nederlandse velden. Deze werd in augustus 2013 uitgezonden door WNL.
Op 21 juni 2012 werd bevestigd dat De Graafschap Van Kouwen voor 2 seizoenen vastlegde. In het seizoen 2014/15 speelde hij bij de Treffers in de Topklasse Zondag waarna hij in 2015 naar Sportclub Silvolde ging. 

## Clubstatistieken
| Seizoen | Club           | Competitie     | Competitie | Competitie | Beker | Beker | Overig | Overig | Totaal | Totaal |
| Seizoen | Club           | Competitie     | Wed.       | Dlp.       | Wed.  | Dlp.  | Wed.   | Dlp.   | Wed.   | Dlp.   |
| ------- | -------------- | -------------- | ---------- | ---------- | ----- | ----- | ------ | ------ | ------ | ------ |
| 1998/99 | Willem II      | Eredivisie     | 1          | 0          | 0     | 0     | —      | —      | 1      | 0      |
| 1999/00 | Willem II      | Eredivisie     | 0          | 0          | 0     | 0     | 0      | 0      | 0      | 0      |
| 2000/01 | Willem II      | Eredivisie     | 0          | 0          | 0     | 0     | —      | —      | 0      | 0      |
| 2001/02 | Willem II      | Eredivisie     | 2          | 0          | ?     | 0     | —      | —      | ?      | 0      |
| 2002/03 | Willem II      | Eredivisie     | 0          | 0          | 0     | 0     | 0      | 0      | 0      | 0      |
| 2003/04 | → FC Eindhoven | Eerste divisie | 33         | 3          | ?     | 0     | —      | —      | ??     | 3      |
| 2004/05 | VVV-Venlo      | Eerste divisie | 35         | 0          | 2     | 0     | 6      | 0      | 42     | 0      |
| 2005/06 | VVV-Venlo      | Eerste divisie | 37         | 4          | 4     | 0     | 2      | 0      | 43     | 4      |
| 2006/07 | VVV-Venlo      | Eerste divisie | 32         | 3          | 1     | 1     | 6      | 1      | 39     | 5      |
| 2007/08 | Roda JC        | Eredivisie     | 8          | 0          | 2     | 0     | 1      | 0      | 11     | 0      |
| 2008/09 | VVV-Venlo      | Eerste divisie | 28         | 3          | 1     | 0     | —      | —      | 29     | 3      |
| 2009/10 | VVV-Venlo      | Eredivisie     | 22         | 1          | 2     | 0     | —      | —      | 24     | 1      |
| 2010/11 | VVV-Venlo      | Eredivisie     | 10         | 0          | 1     | 0     | 0      | 0      | 11     | 0      |
| 2011/12 | FC Eindhoven   | Eerste divisie | 17         | 0          | 0     | 0     | 2      | 0      | 19     | 0      |
| 2012/13 | De Graafschap  | Eerste divisie | 18         | 0          | 2     | 0     | 4      | 0      | 24     | 0      |
| 2013/14 | De Graafschap  | Eerste divisie | 9          | 0          | 0     | 0     | 0      | 0      | 9      | 0      |
| 2014/15 | De Treffers    | Topklasse      | 12         | 0          | 0     | 0     | —      | —      | 12     | 0      |
| Totaal  | Totaal         | Totaal         | 264        | 14         | ??    | 1     | 21     | 1      | ???    | 16     |

## Trainerscarrière
Halverwege het seizoen 2015/16 zette hij een punt achter zijn spelersloopbaan en ging Van Kouwen bij Sportclub Silvolde verder als trainer van de A1. In 2016 werd hij aangesteld als hoofdtrainer bij SDOUC en twee jaar later vertrok hij naar SV OBW. Zijn werkzaamheden in het amateurvoetbal combineert hij sinds 2017 met een functie als jeugdtrainer bij Vitesse. In 2020 werd hij trainer van VV De Bataven. In 2021 verruilt hij de jeugdopleiding van Vitesse voor die van N.E.C.. Op 1 november 2021 werd Van Kouwen bij De Bataven op non-actief gesteld. In augustus 2022 werd Van Kouwens als assistent-trainer toegevoegd aan de technische staf van De Treffers. In januari 2024 volgde hij Lee-Roy Echteld op als hoofdtrainer bij de Treffers. In het seizoen 2024/25 werd hij weer assistent.